# NN-334
La carretera NN‑334 es una vía departamental secundaria ubicada en el Departamento de Matagalpa, al centro-norte de Nicaragua. Tiene una longitud de 13 kilómetros y conecta varias comunidades rurales de los municipios de Terrabona y San Dionisio. Fue construida en el año 2025 como parte del plan de integración vial entre las regiones cafetaleras del país.

## Trazado y cruces
La siguiente tabla muestra su recorrido, localidades y principales conexiones:
| km   | Localidad                  | Departamento | Conexión / Ruta |
| ---- | -------------------------- | ------------ | --------------- |
| 0.0  | Escuela Caserío La Laguna  | Matagalpa    |                 |
| 5.8  | Comunidad rural intermedia | Matagalpa    |                 |
| 13.0 | Comarca Ocote Abajo        | Matagalpa    |                 |